# Kadijker Arena
De Kadijker Arena is een eiland in de wijk Kadijken in de Nederlandse plaats Enkhuizen. Het eiland, dat onbewoond is, dient als speelterrein voor de jeugd uit de wijk. Na grootschalige overlast in 2003 werd het speeleiland afgesloten. Enige tijd later besloot men als proef het eiland overdag te openen, maar 's nachts af te sluiten. De naam voor het eiland is het resultaat van een namenwedstrijd die door de gemeente was uitgeschreven. In de volksmond wordt dit eiland het skate-eiland genoemd. Op het speeleiland bevindt zich een openbare aanplakplaats